# Rhytachne rottboellioides
Rhytachne rottboellioides är en gräsart som beskrevs av Nicaise Auguste Desvaux och William Hamilton. Rhytachne rottboellioides ingår i släktet Rhytachne och familjen gräs. Inga underarter finns listade i Catalogue of Life.